# Harita nodyna
Harita nodyna är en fjärilsart som beskrevs av Bethune-Baker 1908. Harita nodyna ingår i släktet Harita och familjen nattflyn. Inga underarter finns listade i Catalogue of Life.